# ФК Јошаница
ФК Јошаница је фудбалски клуб из Новог Пазара. Тренутно се такмичи у Српској лиги Запад, трећем такмичарском нивоу српског фудбала. Клуб је основан 1979. године. Боја клуба је жуто-плава.

## Историјат

### ФК Липа (1979 − 1997)
Фудбалски клуб Јошаница из Новог Пазара основан је 20. септембра 1979. године као Фудбалски клуб Липа. Клуб су основали радници угоститељског предузећа Липа да би у њему играли запослени па је тако и први тренер овог клуба био Исмет Мето Иковић, пословођа једног угоститељског објекта овог предузећа. Први и једини предсеник ФК Липа био је Емин Раздагинац који је на тој функцији био 18 година (1979 - 1997). 
Већ у сезони 1980/1981 клуб осваја 1. место и тиме се пласирао у међуопштинску лигу Нови Пазар - Сјеница - Тутин. У првој години такмичења у међуопштинској лиги клуб заузима 4. место и пласирао се у новоформирану лигу Рашког округа - Ибарску лигу. У њој су играли клубови из Новог Пазара, Сјенице, Тутина, Краљева, Рашке и Врњачке Бање. После две године играња у Ибарској лиги, Липа осваја 1. место и игра квалификације са Полетом из Љубића за улазак у Шумадијско-моравску зону. Међутим, нису успели да се пласирају у виши ранг. Већ следеће године клуб се пласира у новоформирану лигу Региона Краљево коју су сањивали клубови из Моравичког, Рашког и Поморавског (Крушевачког) округа. По расформирању Регионалне лиге формирана је Шумадијска зона у којој су играли клубови са територија Рашког округа, Шумадијског округа и града Крагујевца. У свим овим лигама ФК Липа се никада није борила за опстанак и била је увек високо пласирана.

### ФК Сапац (1997 - 1999)
Фузијом фудбалског клуба Липа и школе фудбала Сапац, клуб је променио име у Фудбалски клуб Сапац. Због погрешно писаног имена којег су често звали Санац и Сапине, а на предлог некадашњег савезног фудбалског судије Абдулаха Абдулахија, финансијер клуба Веселин Симић променио је име у Јошаница. Међутим, у првим година често се дешавало да навијачи клуб зову Јошаница − Липа. Име Јошаница је на крају прихваћено од свих љубитеља фудбала.

### ФК Јошаница (1999 - данас)
У време предсениковања Веселина Симића, Јошаница је у успела два пута да се пласира у Српску лигу група Запад, али је играла само по једну сезону. Јошаница је 2006. године била пред гашењем, али је доласком на чело клуба дугогодишњег капитена Ека Јабланичанина, клуб успео да се стабилизује. У време реорганизације лига, испадали су у окружну лигу, али су се убрзо враћали у Зону.
У сезони 2011/12, Јошаница осваја 1. место у Зони Морава и пласира се у Српску лигу Запад. Након две сезоне (2013/14, 2014/15) испадају у Зону Морава, али се након само једне године враћају у Српску лигу Запад где наступају у сезони 2016/17 и заузимају последње 16. место. Након једне сезоне експресно су се вратили у Српску лигу у којој се такмиче наредне три сезоне.

## Новији резултати
| Сезона   | Ранг | Лига                  | Позиција | ИГ  | Д  | Н  | П  | ГД | ГП | ГР  | Бод    | Куп                  |
| -------- | ---- | --------------------- | -------- | --- | -- | -- | -- | -- | -- | --- | ------ | -------------------- |
| 2002/03. | 4    | Зона Морава           | 1.       | 28  | 17 | 6  | 5  | 66 | 27 | +39 | 57     | Није се квалификовао |
| 2003/04. | 3    | Српска лига Запад     | 13.      | 34  | 12 | 4  | 18 | 29 | 51 | -22 | 40     | Није се квалификовао |
| 2004/05. | 4    | Зона Морава           | 10.      | 34  | 14 | 6  | 14 | 61 | 53 | +8  | 47     | Није се квалификовао |
| 2005/06. | 4    | Зона Морава           | 12.      | 34  | 12 | 6  | 16 | 33 | 39 | -6  | 42     | Није се квалификовао |
| 2006/07. | 4    | Зона Морава           | 3.       | 34  | 20 | 7  | 7  | 68 | 27 | +41 | 66     | Није се квалификовао |
| 2007/08. | 4    | Зона Морава           | 19.      | 38  | 7  | 10 | 21 | 36 | 66 | -30 | 31     | Није се квалификовао |
| 2008/09. | 5    | Рашка окружна лига    | 2.       | 34  | 20 | 6  | 8  | 68 | 32 | +36 | 66     | Није се квалификовао |
| 2009/10. | 4    | Зона Морава           | 9.       | 30  | 10 | 6  | 14 | 35 | 36 | -1  | 36     | Није се квалификовао |
| 2010/11. | 4    | Зона Морава           | 10.      | 30  | 14 | 1  | 15 | 34 | 42 | -8  | 43     | Није се квалификовао |
| 2011/12. | 4    | Зона Морава           | 6.       | 28  | 11 | 8  | 9  | 39 | 41 | -2  | 41     | Није се квалификовао |
| 2012/13. | 4    | Зона Морава           | 1.       | 30  | 21 | 4  | 5  | 60 | 21 | +39 | 67     | Није се квалификовао |
| 2013/14. | 3    | Српска лига Запад     | 7.       | 30  | 12 | 6  | 12 | 40 | 33 | +7  | 41     | Није се квалификовао |
| 2014/15. | 3    | Српска лига Запад     | 16.      | 30  | 4  | 7  | 19 | 31 | 64 | -33 | 19     | Није се квалификовао |
| 2015/16. | 4    | Зона Морава           | 1.       | 28  | 19 | 5  | 4  | 63 | 23 | +40 | 60     | Није се квалификовао |
| 2016/17. | 3    | Српска лига Запад     | 16.      | 30  | 5  | 13 | 12 | 24 | 34 | -10 | 28     | Није се квалификовао |
| 2017/18. | 4    | Зона Морава           | 1.       | 28  | 22 | 4  | 2  | 55 | 11 | +44 | 70     | Није се квалификовао |
| 2018/19. | 3    | Српска лига Запад     | 5.       | 30  | 13 | 8  | 9  | 37 | 33 | +4  | 47     | Није се квалификовао |
| 2019/20. | 3    | Српска лига Запад     | 10.      | 181 | 8  | 4  | 6  | 18 | 17 | +1  | 27(-1) | Није се квалификовао |
| 2020/21. | 3    | Српска лига Запад     | 14.      | 34  | 12 | 10 | 12 | 44 | 42 | +2  | 46     | Није се квалификовао |
| 2021/22. | 4    | Шумадијско-рашка зона | 2.       | 24  | 20 | 2  | 2  | 73 | 13 | +60 | 62     | Није се квалификовао |
| 2022/23. | 4    | Шумадијско-рашка зона | 1.       | 26  | 19 | 5  | 2  | 67 | 17 | +50 | 62     | Није се квалификовао |
| 2023/24. | 3    | Српска лига Запад     | 10.      | 30  | 8  | 12 | 10 | 34 | 36 | -2  | 36     | Није се квалификовао |
| 2024/25. | 3    | Српска лига Запад     | 9.       | 30  | 11 | 6  | 13 | 40 | 42 | -2  | 39     | Није се квалификовао |

- 1  Сезона прекинута због пандемије Корона вируса